# Angelika Bachmann (Tennisspielerin)
Angelika Bachmann (* 16. Mai 1979 in München) ist eine ehemalige deutsche Tennisspielerin.

## Karriere
Bachmann begann im Alter von sechs Jahren mit dem Tennissport. Sie bevorzugte für ihr Spiel den Hartplatz.
In ihrer Profikarriere gewann sie auf dem ITF Women’s Circuit zwei Einzel- und mit wechselnden Partnerinnen sieben Doppeltitel. Ihre höchsten Notierungen in der WTA-Weltrangliste erreichte sie im Jahr 2000, als sie im Einzel (April) Position 130 und im Doppel (Dezember) Platz 90 erreichte.
2004 wurde sie zudem Deutsche Tennismeisterin.
Bachmann war Spitzenspielerin des TC GW Luitpoldpark München in der 2. Tennis-Bundesliga.

## Turniersiege

### Einzel
| Nr. | Datum           | Turnier  | Kategorie   | Belag   | Finalgegnerin   | Ergebnis      |
| --- | --------------- | -------- | ----------- | ------- | --------------- | ------------- |
| 1.  | 7. Oktober 2001 | Plzeň    | ITF $10.000 | Teppich | Renata Kučerová | 6:2, 3:6, 6:2 |
| 2.  | 3. August 2003  | Petingen | ITF $10.000 | Sand    | Bianka Lamade   | 6:4, 7:65     |

### Doppel
| Nr. | Datum             | Turnier              | Kategorie   | Belag     | Partnerin         | Finalgegnerinnen                         | Ergebnis        |
| --- | ----------------- | -------------------- | ----------- | --------- | ----------------- | ---------------------------------------- | --------------- |
| 1.  | 16. April 2000    | Cagnes-sur-Mer       | ITF $25.000 | Hartplatz | Giulia Casoni     | Iroda Toʻlaganova Hanna Saporoschanowa   | 7:5, 6:1        |
| 2.  | 11. März 2001     | St. Ulrich in Gröden | ITF $25.000 | Hartplatz | Eva Dyrberg       | Jekaterina Koschokina Kelly Liggan       | 3:6, 6:4, 6:2   |
| 3.  | 20. Juli 2003     | Garching             | ITF $25.000 | Sand      | Lenka Němečková   | Antonia Matic Lydia Steinbach            | 6:2, 7:65       |
| 4.  | 10. August 2003   | Hechingen            | ITF $25.000 | Sand      | Jasmin Wöhr       | Daniela Klemenschits Sandra Klemenschits | 6:1, 6:4        |
| 5.  | 12. November 2006 | Toronto              | ITF $25.000 | Hartplatz | Hana Šromová      | Heidi El Tabakh Raluca Olaru             | 6:4, 6:1        |
| 6.  | 14. Januar 2007   | Tampa                | ITF $25.000 | Hartplatz | Tetiana Luzhanska | Olga Vymetálková Andrea Hlaváčková       | 7:5, 6:2        |
| 7.  | 21. Januar 2007   | Fort Walton Beach    | ITF $25.000 | Hartplatz | Tetiana Luzhanska | Marie-Ève Pelletier Sunitha Rao          | 7:5, 6:77, 7:64 |